# Neffes
Neffes – miejscowość i gmina we Francji, w regionie Prowansja-Alpy-Lazurowe Wybrzeże, w departamencie Alpy Wysokie.

## Demografia
Według danych na rok 1990 gminę zamieszkiwało 510 osób, a gęstość zaludnienia wynosiła 61 osób/km². W styczniu 2015 r. Neffes zamieszkiwało 790 osób, przy gęstości zaludnienia wynoszącej 94,5 osób/km².